# 진 하우웰

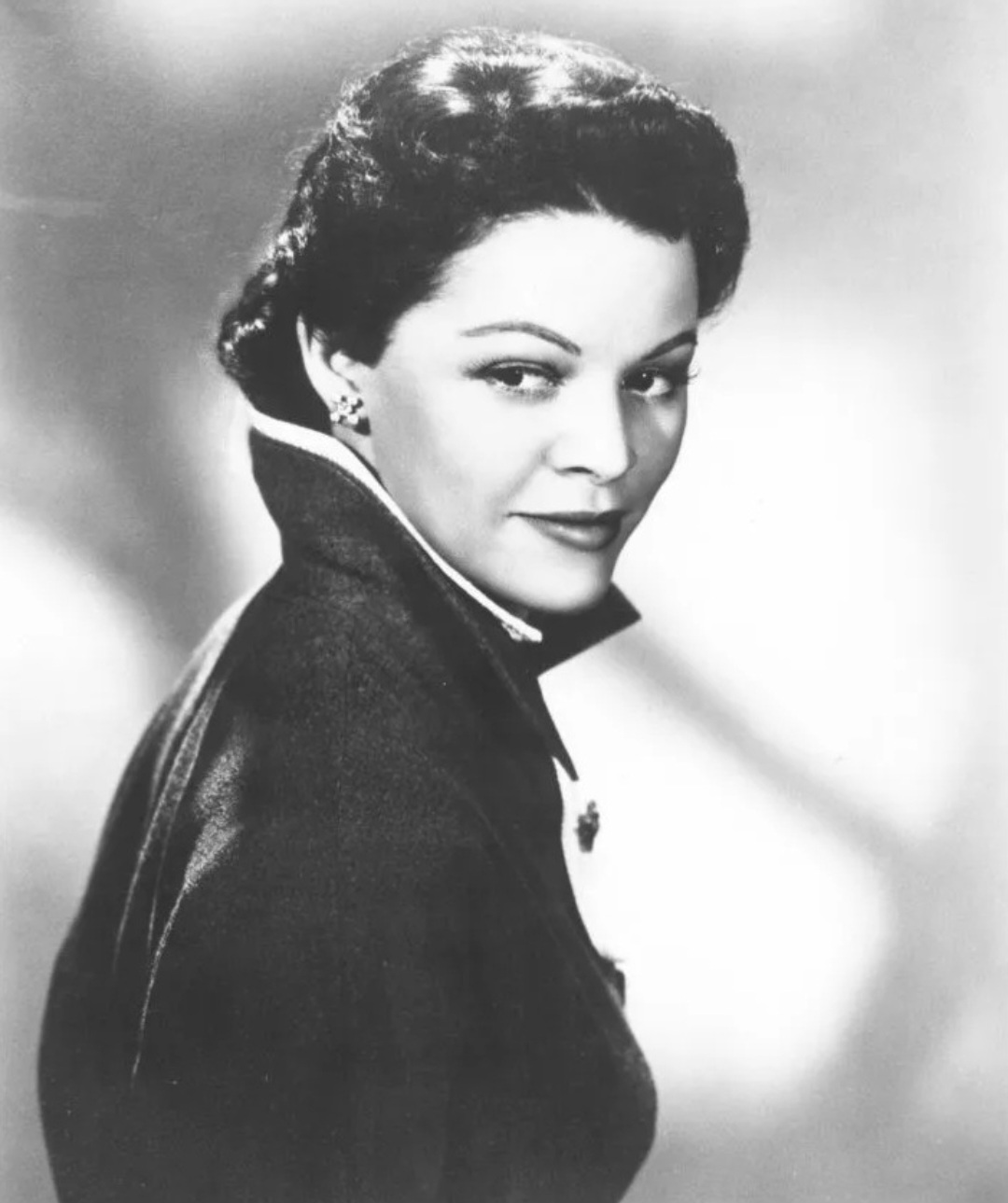

진 하우웰(Jean Howell, 1927년 11월 21일 ~ 1996년 7월 23일)은 미국의 배우, 텔레비전 배우, 영화배우이다.
포모나에서 태어났으며 샌타모니카에서 사망하였다.

## 영화
- 슈퍼스타 (1999년)
- 누가 이 비를 멈추랴 (1978년)
- 아들과 딸들 (1977년)
- 월튼네 사람들 (1972년)
- 사건비화 (1967년)
- 우리 생애 나날들 (1965년)
- 페리 메이슨 (1957년)
- 아파치 여인 (1955년)